# Método de ensino
Métodos de ensino são as acções desenvolvidas pelo professor, apresentadas pelo educador pedagogo ou pedagogista, pelas quais se organizam as atividades de ensino e dos alunos para atingir objetivos do trabalho docente em relação a um conteúdo específico relacionado com a educação.
Método vem do grego, méthodos, que significa caminho para chegar a um fim. Assim, ao abordar métodos de ensino e de aprendizagem, trata-se de um trajeto para se chegar ao objetivo proposto. No caso específico da educação escolarizada, o fim último seria a aprendizagem do aluno de maneira eficaz.
Cada método procurou dar conta de promover aos educandos a apropriação do conhecimento necessário a cada momento histórico. Importante salientar que as posições pedagógicas nunca foram unânimes ou homogéneas.

## Ensino direto e indirecto
Existem várias possibilidades de classificar, ou criar taxonomias, dos métodos de ensino.
Este artigo partirá de uma classificação bipolar, por ser a mais simples: os métodos de ensino direto, centrados no professor, também designados de ensino activo e os métodos de ensino indireto, centrados nos alunos (student-centered).

## Ensino direto
De acordo com Finn & Ravitich (1996) o ensino direto pode ser encarado como um ramo do instrutivismo.
Para os defensores desta teoria, educar significa fazer surgir novos cidadãos.
Pretende-se assim possibilitar que mais indivíduos se integrem num grupo com um determinado conjunto de conhecimentos, princípios morais e capacidades. Tendo em vista a sua integração social é necessário descobrir as capacidades de cada indivíduo.
A integração, de acordo com Engelmann & Carmine (1991) implica, designadamente, um investimento sério no processo educativo, uma participação numa cultura, comunidade ou classe, um corpo cognitivo-conceptual definido e um conhecimento prático bem vincado. Os mesmos autores afirmam que todos os alunos podem ter sucesso, e se não o têm algo correu mal com o processo de instrução, nomeadamente algum erro por parte do professor (Engelmann & Carnine, 1991, p. 376), pelo que haverá necessidade de afinar o processo.
Howard Gardner identificou uma ampla gama de modalidades na teoria de inteligências múltiplas. A tipologia de Myer-Briggs e o Classificador de temperamento de Keirsey, com base nos textos de Jung, focam em compreender como a personalidade do indivíduo afeta como ele interage pessoalmente e como isso afeta a forma como as pessoas reagem umas às outras no ambiente de aprendizagem.

#### Surgimento
O ensino direto iniciou-se nos Estados Unidos da América (E.U.A) nos anos 50 do século passado, mas teve o seu maior desenvolvimento durante a década de 60, sobretudo com os trabalhos efectuados por Englemann & Bereiter com crianças desprotegidas e desfavorecidas. 

#### No que consiste?
De acordo com Kozloff (1994), o que distingue este de outros métodos é o facto de os materiais e estratégias serem exaustivamente estudadas e rigorosamente testados.
Por seu turno, nos E.U.A., o National Institute for Direct Instruction , define o ensino direto como um modelo de ensino que enfatiza aulas bem preparadas e estruturadas nas quais estão bem definidas as tarefas do professor. Na mesma fonte pode ler-se que o método se baseia na teoria que uma clara instrução, sem azo a interpretações erradas, não só acelera como melhora o processo de aprendizagem, embora países como Estados Unidos não tenham conseguido aplicar estes resultados.

#### Validade e aplicabilidade
Autores como Adams & Engelman (1966) e mais recentemente Kameenui & Carmine (1998) promoveram diversos estudos da aplicação da teoria/método na aprendizagem das línguas, leitura, matemática e estudos sociais.
Nos E.U.A., num programa denominado Follow Through, o ensino direto foi comparado com mais de uma dezena de outros modelos, tendo-se chegado à conclusão que este foi o método que obteve melhores resultados no que diz respeito à aprendizagem da leitura e matemática (num nível básico) assim como na auto-estima e conhecimento cognitivo e conceptual (Becker & Carmine, 1981).
Num estudo iniciado por Meyer (1984), que teve por base a aplicação do método direto numa escola em Brooklin do ensino elementar (primeiro ciclo), no âmbito das disciplinas de Matemática e Leitura e mais tarde reanalisado por Keating e Becker (1988), constatou-se que os referidos alunos, quando frequentavam o nono ano de escolaridade, possuíam ainda um desempenho superior a alunos que tinham aprendido com outros métodos. Em 2009, na Conferência Anual de Ensino Direto, o próprio Engelmann, apresentou um estudo recente que mais uma vez comprova a validade do método.

#### O que o define?
De acordo com a NIFDI, a filosofia básica do ensino direto, no fundo a razão pela qual o método tem sucesso, é a assunção que: todas as crianças podem ser ensinadas, todas as crianças podem melhorar os seus conhecimentos académicos e a sua própria imagem e auto-estima; todos os docentes podem ter sucesso se tiverem o treino e os materiais adequados; aos alunos com menor desempenho deve-se ir incrementando a velocidade por forma a conseguir que venham a aprender à velocidade dos seus pares; todos os detalhes do processo instrutivo deverão ser controlados de forma a minimizar a possibilidade dos alunos interpretarem de forma errada a informação e a maximizarem o efeito da instrução.
Segundo Gersten, Woodward & Darch (1986) são os seguintes aspetos que definem o ensino direto:
1. Focalizado na aprendizagem cognitiva;
2. Assente num currículo onde se enfatiza o conhecimento, a forma como professor e aluno comunicam, o comportamento do aluno, etc. Esta realidade faz com que exista um desenho de instrução para o professor que pretende ser imaculado. Todas as atividades ocorrem numa determinada sequência que se crê sem falhas.
3. Ênfase dada aos conceitos, estratégias, operações e generalizações. A este propósito Kameenui & Carmine (1998 p. 8)[10] declaram que os conceitos mais amplos são o caminho para uma aprendizagem em que todos, desde os mais dotados aos menos, beneficiam e aprendem.
4. Os conceitos mais restritos são a escada para os conceitos mais amplos.
5. O respeito pelos diversos aspetos anteriores é a base para uma comunicação quase sem falhas por parte do professor. Sendo assim todos os alunos adquirem os conceitos e as respetivas relações.

Para os defensores e impulsionadores do método, nomeadamente Kameenui & Carmine (1998) só o estudo e o constante testar das atividades levará a uma comunicação sem falhas por parte do professor face ao aluno. Desta forma, os mesmos autores criaram estudos aprofundados que desembocaram em regras rígidas que levariam a esse desígnio. As aulas lecionam-se em pequenos grupos e todo o discurso do professor é pré organizado de modo a que o mesmo saiba exatamente o que dizer e quando. 
A estratégia para os alunos adquirirem os conceitos é no início explícita mas à medida que o nível de ensino aumenta é cada vez mais dissimulada (Kameenui & Carmine, 1998). Na realidade, segundo Becker & Carmine (1981) o importante é que com o decorrer do tempo os alunos distingam o essencial do acessório.
A avaliação das aprendizagens é realizada com frequência de modo a garantir que os alunos tenham o domínio do conceito ou técnica. Esta realidade permite o feedback constante e eventuais correções.
Os princípios da instrução direta assentam em mais de um século de estudos suportados em dois pilares:
1. De que forma as pessoas ensinam e aprendem uns com os outros (Kozloff, 1994).[7]
2. De que forma a sequenciação das tarefas e atividades rotineiras (com as quais os indivíduos estão quotidianamente a confrontar-se) podem ser transpostas para sequencias maiores e mais complexas na sala de aula Fogol (1992).[16]

Assim, a aprendizagem ocorre quando interagimos com os outros e mesmo quando interagimos com os elementos que nos rodeiam. Um dos aspetos mais importantes reside no facto de, na aprendizagem e na interação, a comunicação ser um elemento fulcral. De acordo com Kameenui & Carmine (1998) agimos muito em conformidade com três dimensões: Sinais, consequências e pistas.
Sinais – Os sinais, indicam, neste método, que algo está prestes a acontecer ou que o aluno tem a possibilidade de intervir e participar. Estes sinais poderão ir desde o bater de uma caneta numa mesa ou livro até ao apontar para os alunos. O importante é sinalizar que se pretende a participação.
Consequências – Todos os actos resultam em consequências, desta forma acabamos por aprender com essas mesmas consequências. Assim, estas funcionam como feedback. As consequências acabam então por ser um indicador do que acontece se agirmos de determinada forma. Utilizamos a consequência para agir de determinada maneira face a um dado problema ou situação ou, pelo menos, para evitarmos determinadas situações, quer dizer, para agirmos de forma completamente diferente.
Pistas – A sua principal finalidade é manter o aluno alerta para o que aconteceu, para um determinado acontecimento em particular, fruto de uma ação passada, para ter atenção a um aspeto particular de uma ação ou mesmo para servir de interligação. Podem assim ser gestos, instruções, sugestões para além das chamadas de atenção.

#### Críticas
Autores como McKeen (1972) consideram o método como autoritário, Edwards (1981) considera-o por seu turno como um método que aposta no acumular de conhecimentos. Nicholls (1989) acha-o focado em testes e segundo Becher (1980), este é um método demasiadamente passivo. Mas talvez uma das críticas mais ferozes são as de Brown & Campione (1990) ao considerarem que o método não é mais do que a passagem de informação de um receptáculo a outro, ou se quisermos, da cabeça do professor para a cabeça do aluno.
Os defensores do método contrapõem com a indicação que a maioria dos estudos aponta para a eficiência do modelo.

### Mastery learning ou Aprendizagem de mestria (Benjamin Bloom)

#### Quando onde e porque surgiu?

A roda de Bloom, Uma representação da Taxonomia pelo próprio criada

Nos anos 60 do século passado, Benjamim S. Bloom e os seus alunos encontravam-se envolvidos numa série de estudos que incidiam sobre a forma como, em contexto escolar, indivíduos diferentes aprendem de forma diversa. Bloom (1964) sabia que existiam vários factores extra escolares que afectavam a forma como os alunos aprendiam, porém estava convencido que os professores tinham também uma forte influência nesse campo.
Começou a realizar estudos onde o principal objetivo era a observação das estratégias docentes. Concluiu, das inúmeras observações realizadas, que a maioria dos professores ensinavam todos os alunos da mesma forma, concedendo tempo iguais para a realização das tarefas, indicando a todos as mesmas actividades, dando o mesmo tempo para esclarecer dúvidas. Concluiu que, os alunos para quem esta gestão do tempo era ideal aprendiam bem, mas vários outros, com diferentes ritmos de aprendizagem, tinham graus de desempenho progressivamente menor.
Na realidade, Bloom (1964) constatou que quanto mais desapropriados fossem os tempos dados aos diferentes alunos menor eram as aprendizagens. Face a esta realidade, Bloom sugeriu que os professores teriam que promover diferenças no seu processo de ensino de acordo com as necessidades dos alunos. O desafio consistia em tentar encontrar formas claras, precisas e práticas dos professores as realizarem.
Baseando-se nos trabalhos de Washburne (1922), Bloom tentou então perceber que elementos do ensino personalizado poderiam ser adequados ao trabalho em grande grupo. Por outro lado, tentou compreender quais as atividades que claramente distinguiam os alunos que facilmente aprendiam dos restantes colegas.
Concluiu que algumas das principais alterações a serem tomadas consistiriam em subdividir o processo instrutivo em partes menores e sobretudo que o professor deveria proceder a avaliações ao longo do processo no sentido de corrigir erros, identificar lacunas, reorganizando a aprendizagem. Este processo dá ênfase ao conceito de feedback introduzido por Skinner em 1954, no seu famoso artigo  The sicence of learning and the art of teaching.

#### No que consiste e quais as razões pelas quais funciona?
De acordo com Bloom, Hastings & Madaus (1971), o aluno deverá aprender conteúdos, conceitos e fatos previamente preparados pelo professor em unidades instrutivas com cerca de duas semanas de duração. Ao fim dessas duas semanas é realizado um teste formativo que possibilita ao aluno compreender as suas lacunas e assim saber onde e o que tem que trabalhar mais. O professor deverá então reorganizar atividades que resolvam os problemas/lacunas detetadas de uma forma personalizada.
Para Ashook (2005), os métodos preconizados pelo modelo de Bloom ainda hoje são efectivos; estudos realizados pelo próprio, revelam que as estratégias do Mastery Learning são muito adequadas para crianças com problemas sociais. O mesmo autor considera que as principais variáveis que intervêm no processo de aprendizagem são: reforço, envolvimento dos alunos, feedback e correção.
Server (1997) considera que se a as atividades preconizadas pelo professor forem bem organizadas e o aluno estiver convenientemente motivado para ultrapassar a unidade, o resultado alcançado será positivo.
Estudos realizados por Clarck, Guskey e Benninga (1983) provaram que o papel motivacional dos alunos desempenha uma importância capital na aprendizagem. Curiosamente, ao compararem grupos que seguiam processos instrutivos diferenciados, concluíram que o grupo que aprendia de acordo com o  Mastery Learning possuía não só um grau mais elevado de desempenho como um maior grau de motivação e mesmo um menor número de faltas.
A questão da motivação e acompanhamento é, como antes referimos, muito importante. O próprio Bloom (1985) provou que muitos dos indivíduos que atingiam patamares superiores a nível de aprendizagem, desporto e artes raramente foram consideradas crianças prodígio, contudo, aparentavam ter sempre algo de comum: a atenção e apoio que recebiam em casa por parte dos seus pais. Outro aspeto marcante é o facto de Bloom considerar que a maioria dos alunos e dos professores não são especialmente dotados. A aprendizagem bem conseguida resulta de uma série de factores, mas o dom não desempenha nela um papel preponderante.
Muitos foram os métodos desenvolvidos com base nos ensinamentos de Bloom.
De acordo com Guskey (1997), todos eles assentam em duas premissas:
1. O feedback como forma de correção e enriquecimento do processo;
2. A sequencialização do processo instrutivo.

### Método expositivo (David Ausubel)

#### O que é o método expositivo?
Este método, também designado de dedutivo, é o método segundo o qual o professor apresenta conceitos, princípios, deduções ou afirmações a partir dos quais se tiram conclusões ou consequências. Quase sempre é o professor a tirar as conclusões mas podem ser os alunos.
A centralidade do ensino está no professor e as aulas seguem uma estrutura de degraus, em que cada degrau é iniciado pelo professor que disponibiliza informação e coloca questões. O aluno responde e o professor dá feedback. O professor controla o desenvolvimento da aprendizagem por ciclos de iniciação-resposta e avaliação.

#### Origem do método expositivo
Este método de ensino assenta na teoria de Ausubel.
Para Ausubel (1960) o método expositivo não significa necessariamente aprendizagem passiva pois, durante uma aula tipicamente expositiva, a mente do aprendente pode estar bastante ativa a interpretar as mensagens ouvidas.
Na fase expositiva os alunos, à medida que ouvem, vão criando significados relacionando o que ouvem e vêm com as suas estruturas cognitivas, tentando sempre organizar a informação recebida em algo com significado.
A estrutura da apresentação da informação pelo professor, segundo Ausubel (1960) ) é muito importante para o sucesso deste tipo de ensino, pois numa aula bem estruturada pode dar-se informação de modo a que os alunos possam ver o desenvolvimento de uma ideia (organização de um conceito).
Ausubel considera que no sentido de facilitar a aquisição de novas aprendizagens o professor deverá usar organizadores avançados na instrução. Organizadores avançados ou prévios como alguns autores lhes chamam, dizem respeito aos materiais introdutórios apresentados antes dos conteúdos a serem apreendidos. Tem como principal função servir de ponte entre os conhecimentos que o aluno possui e os que irá adquirir.
Mais adiante retomaremos este tópico dos Organizadores avançados, pois são muito importantes na teoria de Ausubel.

#### Limitações do método expositivo
No entanto este método, como qualquer método, não é panaceia para todas as aprendizagens que o aluno deve realizar.
Segundo alguns autores, este método pode limitar a oportunidade dos alunos construírem as suas experiências e monitorarem as suas aprendizagens.
Quando o objetivo do currículo ou de uma unidade didática é desenvolver no aluno competências de resolução de problemas o método expositivo pode ser considerado desadequado pois é centrado no professor, restringindo a exploração de alternativas de resolução por parte dos alunos.

#### Situações em que o método expositivo é adequado
Este método de ensino dedutivo é indicado quando o principal objetivo é a aprendizagem de factos, conceitos, regras e procedimentos.
Também pode ser usado quando os objetivos de aprendizagem e recursos disponíveis são muito complexos para ser aprendidos pelos alunos por si. Neste caso o professor reconhece a necessidade de subdividir, simplificar e estruturar a informação de modo a ser apreendida e compreendida pelos alunos.
Segundo Gonçalves (2008, citado por, Oliveira, 2010, p. 26) deve usar-se este método para grandes audiências, apresentar informação nova, enquadrar um assunto conceptualmente ou estimular o interesse por um tema para principiantes.

#### Exemplos do uso das tecnologias no método expositivo
| Área disciplinar  | Tema                                | Uso de tecnologias e suas funções |
| ----------------- | ----------------------------------- | --- |
| Matemática        | Teorema de Pitágoras                | O professor mostra slides de PowerPoint com imagens e texto onde explica o teorema de Pitágoras e dá exemplos. Os alunos resolvem exercícios de aplicação do teorema de Pitágoras com a ajuda do PowerPoint mostrado.                |
| Língua Portuguesa | Regras gramaticais(singular/plural) | O professor mostra diapositivos de PowerPoint com as regras de singular e plural, exemplos e exceções. A turma constrói frases com palavras no singular e no plural tentando perceber onde se aplicam as regras e quais as exceções. |

Nestes dois exemplos, o professor mostra apresentações e inicia discussões com a ajuda das tecnologias. As funções realizadas pela tecnologia durante o processo de ensino e aprendizagem incluem:
1. Mostra de notas e imagens para complementar a apresentação oral do professor.
2. Focalização do tópico de aprendizagem num contexto interessante
3. Disponibilização de materiais aliciantes com ideias para os alunos discutirem
4. Mostra de recursos para que os alunos entendam os processos dinâmicos

Complementarmente o professor pode disponibilizar nomes de sítios na Web para que os alunos possam aceder e consultar depois da exposição.

#### O papel do professor e dos alunos no método expositivo
O professor neste método organiza e comunica a informação sobre um dado tópico do currículo. Geralmente prepara os materiais de apresentação no computador usando imagens, sons ou programas interativos aliciantes. Alguns professores disponibilizam aos alunos algumas ligações de sítios para que estes possam aprofundar os conhecimentos.
As tecnologias são normalmente usadas para apresentar a informação de forma mais aliciante e potenciar a interação professor-aluno.
As aulas são controladas pelo professor que, em cada fase, solicita a participação dos alunos para verificar se estão a acompanhar e a compreender e ter acesso aos seus pontos de vista que, nessa fase, têm um papel ativo no processo.

#### Organizadores avançados
Ausubel propõe o uso de organizadores avançados que servem de suporte para o novo conhecimento. Estes devem potenciar o desenvolvimento de conceitos prévios que facilitem a aprendizagem que se seguirá. Os organizadores avançados são materiais introdutórios, apresentados antes dos conteúdos a serem lecionados. Estes devem ser apresentados num nível elevado de abstração, generalidade e devem ser inclusivos. De referir que não são sumários, introduções ou "visões gerais do assunto".
Segundo Ausubel (1978), "a principal função do organizador prévio é servir de ponte entre o que o aprendiz já sabe e o que ele precisa saber para que possa aprender significativamente a tarefa com que se depara" (p. 172). Ou seja, organizadores prévios servem para facilitar a aprendizagem, na medida em que funcionam como "pontes cognitivas".
A principal função dos organizadores avançados é, então, a de preencher a lacuna entre o que o aluno já sabe e o que ele precisa aprender, de forma a potenciar a aquisição de aprendizagens significativas.
Existem dois tipos de organizadores avançados: expositivos e comparativos. Quando os conteúdos a abordar não são conhecidos dos alunos, o organizador avançado expositivo é usado para dar aos aprendentes uma ideia geral do assunto a abordar estabelecendo ligações com conteúdos familiares, isto é, estabelecendo uma ponte entre o que o aluno já conhece e o que irá conhecer.
Por outro lado, ao introduzir conteúdos relativamente familiares, Ausubel aconselha o organizador avançado comparativo, que potenciará a integração, na estrutura cognitiva dos alunos, de novas ideias com os conceitos já existentes. Estes organizadores fazem a distinção entre ideias novas e outras já existentes, que são, essencialmente, diferentes apesar de parecerem semelhantes, podendo por isso confundir o aprendente.
Existem dois tipos de organizadores avançados: expositivos e comparativos. Quando os conteúdos a abordar não são conhecidos dos alunos, o organizador avançado expositivo é usado para dar aos aprendentes uma ideia geral do assunto a abordar estabelecendo ligações com conteúdos familiares, isto é, estabelecendo uma ponte entre o que o aluno já conhece e o que irá conhecer.
Por outro lado, ao introduzir conteúdos relativamente familiares, Ausubel aconselha o organizador avançado comparativo, que potenciará a integração, na estrutura cognitiva dos alunos, de novas ideias com os conceitos já existentes. Estes organizadores fazem a distinção entre ideias novas e outras já existentes, que são, essencialmente, diferentes apesar de parecerem semelhantes, podendo por isso confundir o aprendente.

#### O que pode ser um organizador avançado?
Ausubel afirma que não se pode ser muito específico nesta definição, pois a construção de um organizador depende da natureza do material de aprendizagem, da idade do aprendente e do grau de familiaridade que este tem com o conteúdo a aprender. Não se pode, portanto, dizer, em termos absolutos, se um determinado material é, ou não, um organizador prévio. No entanto, Ausubel (1960) dá exemplos de organizadores (ver quadro 1 e 2).
Quadro 1: Exemplo de um organizador avançado expositivo
| Conteúdo                                                  | Tipo de organizador avançado | Operacionalização |
| --------------------------------------------------------- | ---------------------------- | --- |
| Ausubel (1960) Propriedades metalúrgicas do aço carbónico | Expositivo                   | Organizador avançado expositivo: um texto introdutório que enfatizava as principais diferenças e semelhanças entre metais e ligas, vantagens, limitações e as razões do fabrico e uso de ligas de metais |

Este texto introdutório continha informações relevantes para a aprendizagem, mas num nível mais alto de abstração e generalidade e também era inclusivo. Além disso foi, cuidadosamente, constituído para não conter informações sobre as propriedades do ácido carbónico, pois não é essa finalidade de um organizador
Quadro 2: Exemplo de um organizador avançado comparativo
| Conteúdo                                                      | Tipo de organizador avançado | Operacionalização                                                            |
| ------------------------------------------------------------- | ---------------------------- | ---------------------------------------------------------------------------- |
| Ausubel e Fitzgerald (1961, citado por Moreira, 2009) Budismo | Comparativo                  | Texto introdutório que apontava as diferenças entre cristianismo e o budismo |

Este organizador tem o objetivo de fazer a distinção entre esses dois conceitos.
De referir que organizadores avançados não são necessariamente textos escritos. Um gráfico, esquema, uma discussão, uma demonstração, ou, quem sabe, um filme ou um vídeo, podem funcionar como organizadores, dependendo da situação de aprendizagem.
Ver também um vídeo, em ligações externas, de organizadores avançados

#### Tipos de organizadores avançados

##### Expositivo
Explicitação do que irá ser lecionado e as ideias a abordar
Mostrar/rever objetivos da aula
Revisão de definições que os alunos deverão ter adquirido no final da aula.

##### Narrativo
Contar uma história de forma a preparar os alunos para a instrução que se seguirá.

##### Abordagens breves (Skimming)
Ter alunos a rever um texto ou literatura antes de iniciar a instrução;
SQ3R (estratégia de leitura composta por 5 fases sequenciais: Survey! Question! Read! Recite! Review!).

##### Gráficos
Representação visual de como a informação está organizada e encaixa nos conhecimentos que o aluno já possui;
Word Web;
Mapa sequencial;
Imagens da Web.

### Programmed learning ou Ensino programado (Burrhus F. Skinner)
| “ | Numa escola norte-americana, se se pedir ‘sal’ em bom Francês, tem-se uma boa nota. Em França tem-se sal. | ” |

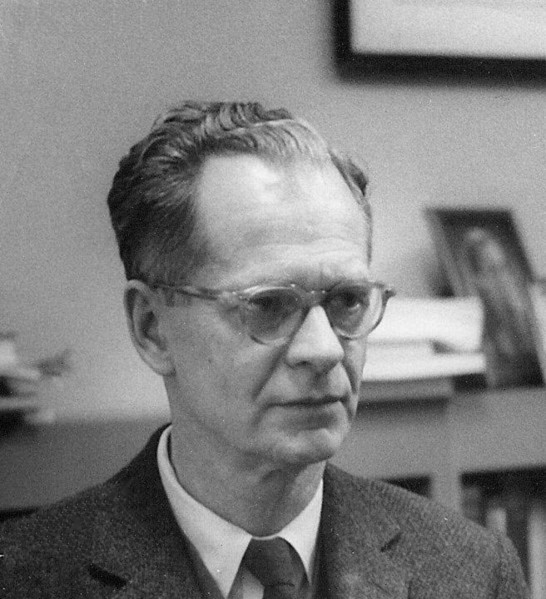
B.F.Skinner

Skinner começou a estudar o comportamento operante devido à influência dos trabalhos realizados anteriormente por Ivan Pavlov, Watson e Thorndike.
Em 1932, na Universidade de Havard, Skinner expôs as suas observações sobre o comportamento de pombos e ratos brancos. Para realizar essas experiências, Skinner inventou um aparelho que depois de passar por modificações é hoje conhecido como Caixa de Skinner.
Para Skinner, o que é comum ao homem, a pombos, e a ratos é um mundo no qual prevalecem certas possibilidades de reforços. Na sua perspetiva a descoberta não era a solução para o problema da educação. A escola estava interessada em transmitir às crianças um grande número de respostas, tornando aluno competente em qualquer área do saber. Para tal era necessário dividir o material em passos muito pequenos, sendo posteriormente reforçados a cada passo da conclusão.
Para Skinner "As crianças aprendem sem ser ensinadas porque estão naturalmente interessadas em algumas atividades e aprendem sozinhas". Por isso é importante os professores adaptarem-se às novas tecnologias de modo a incentivarem os alunos.[carece de fontes?]
Skinner elabora uma teoria de aprendizagem que ficou conhecida como a "teoria do reforço" e cuja aplicação ao ensino conduziu ao chamado "ensino programado" (Skinner, 1957, 1968).
Em 1954, após os estudos sobre o Comportamento Condicionado, Skinner escreveu um artigo que abriu o caminho para o Ensino Programado (Programmed Learning or Programmed Instruction), e as máquinas de ensinar: The science of learning and the art of teaching. Nele surgia pela primeira vez o conceito de feedback, explicitamente referido à possibilidade do aluno poder confirmar imediatamente a correção da sua resposta, prevendo-se um reforço, em caso afirmativo.
O ensino programado baseia-se numa aprendizagem organizada sequencialmente através de passos metódicos para alcançar um determinado objetivo e no recurso a reforços extrínsecos que podem estar dissociados do objetivo em causa.[3] Neste ensino o nível de dificuldade aumenta lentamente, para que os alunos cometam poucos erros e que cada aluno possa avançar ao seu ritmo, sem grandes pressões.
O aluno entra em contacto com um programa que o vai dirigindo para as respostas adequadas, sendo a aprendizagem definida como uma mudança avaliável em termos de realização. E é precisamente esta concessão que tem as suas origens nas teorias comportamentalistas.
O estudo do aluno é individual, escolhendo o seu ritmo de aprendizagem, mas sempre auxiliado pelo professor.
Segundo Sprinthall & Sprinthall (1993), os programas podem ser escritos em livros, numa página encontram-se as perguntas e na outra as respostas.

#### Os seis princípios que orientam o Ensino Programado
(Holland, 1959 in Miranda, 2008):
- a participação ativa do aluno;
- a divisão de tarefas em partes de fácil resolução;
- a aprendizagem com grau crescente e complexidade;
- o feedback imediato;
- a adaptação ao ritmo de cada aluno;
- a possibilidade de êxitos parciais e constantes.

Embora existam grandes vantagens, também existem desvantagens.

#### Principais vantagens do Ensino Programado
- cada aluno progride no seu próprio ritmo;
- o aluno avança somente com o conteúdo aprendido;
- o aluno não é deixado para trás ou perdido;
- o ensino é sequencial: o estudante passa para o material mais adiantado somente quando já domina o anterior;
- o aluno mantém-se ativo e recebe imediata confirmação de seu êxito;
- os "conceitos" são representados por muitos exemplos e arranjos sintáticos, visando aumentar a generalização a outras possíveis situações;
- o registro das respostas dos estudantes fornece ao programador valiosas informações para futuros aperfeiçoamentos do programa.

#### Principais desvantagens do Ensino Programado
- é socialmente isolador: os alunos fecham-se no seu próprio mundo privado enquanto aprendem;
- faltam benefícios da experiência em grupo;
- o aluno não tem opção de discordar;
- como o ensino é baseado numa hierarquia de conceitos fica difícil a aplicação deste método em áreas onde os conceitos não são tão claramente definidos, pois este método fundamenta-se em ter sempre uma resposta certa.

Skinner chegou a desenvolver uma Máquina de Ensinar, onde o aluno poderia aprender, pouco, a pouco (em pequenas unidades), encontrando as respostas que davam um prémio imediato através de meios mecânicos.
A Máquina de Ensinar, é a mais conhecida aplicação educacional do trabalho de Skinner. O sucesso de tais máquinas depende, naturalmente, do material nelas usado.
Skinner e Holland testaram, de forma experimental, o ensino programado num curso de psicologia, pois um deles deu o programa em moldes tradicionais e o outro em sequências lineares típicas da primeira fase do ensino programado.
Com a evolução dos tempos, a Máquina de Ensinar foi substituída pelo Ensino Assistido por Computador (EAC) que herdou os princípios do ensino programado.
Os primeiros passos no design de materiais audiovisuais para uso educativo foram importantes, mas a aplicação dos princípios do ensino programado ao ensino assistido por computador é que impulsionaram a investigação na área das tecnologias.
A investigação prova que o EAC é um importante auxiliar de ensino e poderá ser muito importante no aumento do sucesso académico. O EAC apresenta, ainda, outros benefícios, nas áreas afetivo-emocionais (os alunos sentem-se à vontade para trabalhar, porque não serão expostos, mesmo que cometam erros, sentindo-se assim, seguros) e sociais (os alunos quando trabalham no mesmo computador têm de colaborar entre eles para resolver os seus problema).

## Ensino indireto
| “ | Diz-me e eu esqueço, ensina-me e eu recordo, envolve-me e eu aprendo. | ” |

Esta frase vai ao encontro dos pontos fulcrais do método de ensino indireto, na medida em que, neste método, os alunos adquirem competências através da transformação ou construção da sua própria aprendizagem, desenvolvendo ativamente o conhecimento. Este método tem como fundamentos teóricos os autores e modelos construtivistas.
Segundo Woolfolk et al (2009), a maioria dos construtivistas focam-se em dois pontos principais: 1º os alunos são responsáveis pela construção do seu próprio conhecimento e 2º as interações sociais são importantes para essa construção.
O ensino de conceitos, pesquisa, e resolução de problemas são diferentes formas do método de ensino indireto, que envolvem ativamente os alunos na pesquisa de soluções para questões e problemas, enquanto estes constroem novos conhecimentos.
Ao contrário do método de ensino direto, o método indireto é centrado no aluno, embora ambos possam ser vistos como métodos complementares e não antagónicos. Nos métodos de ensino indireto o papel do professor é o de facilitador da aprendizagem.
Este método permite aos alunos evoluírem no seu processo de aprendizagem através da investigação, sendo este considerado um método de aprendizagem pela descoberta, promovendo a verdadeira compreensão. É valorizado o trabalho cooperativo e colaborativo entre os elementos do grupo.
Devido à sua natureza construtivista, o método de ensino indireto tem a vantagem de tornar o aluno um aprendiz ativo. Aprender é algo que é "feito" pelo estudante, não "feito para" o estudante, cabendo ao professor um papel de facilitador mais do que instrutor, como antes referimos. Este método melhora a criatividade e ajuda a desenvolver habilidades para a resolução de problemas.
Como este método é centrado no estudante, poderá ser necessário despender de mais tempo da aula para atingir os objetivos de aprendizagem, o que não acontece quando é utilizado o método direto. Como facilitador, o professor deve dar o controlo da aprendizagem aos alunos o que, inicialmente, poderá ser desconfortável.
Aliás, um dos inconvenientes apontados a este método é a dificuldade de gerir o tempo, de se demorar muito mais tempo para atingir os objectivos educativos. Outro dos inconvenientes está associado à dificuldade do professor, em tempo útil, conseguir "orquestrar" os ritmos de trabalho diferenciados dos alunos e de, nem sempre, ter a possibilidade de corrigir os percursos de aprendizagem de cada aluno (Bransford, 2003)

### Guide discovery learning ou Aprendizagem pela descoberta guiada

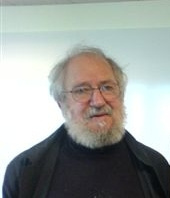
Papert - Pioneiro da I.A. e da linguagem Logo

#### O que é e quando surgiu?
Os métodos indiretos de ensino e a aprendizagem pela descoberta têm por base as teorias construtivistas. Assentam na ideia de que se aprende melhor quando o aluno está ativo durante o processo de ensino. Este descobre factos, relações e novos conceitos a partir da sua experiência e conhecimento prévios.
O método pela descoberta encoraja os alunos a colocar questões, formular hipóteses e realizar experiências. Os aprendentes interagem com o mundo através da exploração e manipulação de objetos, do debate de questões controversas ou através de experiências.
Os proponentes desta metodologia de ensino acreditam que os alunos terão mais facilidade em recordar aprendizagens realizadas desta forma do que através de modelos de ensino direto, embora os resultados das investigações nem sempre confirmem as suas crenças, sobretudo quando se aplica este método junto de crianças provenientes de meios socioeconomicamente desfavorecidos ou que apresentam alguma dificuldade em aprender (cf. ensino direto).
Este método de ensino assenta nas teorias de John Dewey, Jerome Bruner, Jean Piaget, Seymour Papert, entre outros.
Noam Chomsky comenta, numa entrevista o sistema educacional preconizado por Jonh Dewey, dizendo que se o sistema educativo de um qualquer país, fosse o preconizado por Jonh Dewey, os indivíduos seriam educados para serem ativos, livres e criativos.
Os modelos de ensino que se baseiam nesta conceção sobre o modo como os seres humanos aprendem, preconizam que se deve:
1. Especificar as experiências de aprendizagem pelas quais os estudantes devem passar;
2. Adequar o volume de conhecimento aos aprendentes;
3. Disponibilizar as informações de modo a que sejam facilmente compreendidas.

Para Bruner, neste método de ensino o mais importante é a participação ativa do aprendente no próprio processo de aprendizagem.
A aprendizagem pela descoberta, segundo Bruner, deve ter em conta os seguintes aspetos:
1. A predisposição dos alunos para a aprendizagem;
2. A forma de estruturar os conhecimentos de modo a facilitar a sua interiorização;
3. O professor deve levar os estudantes a descobrir as relações entre conceitos e construção de proposições;
4. O professor e aluno devem ter um diálogo ativo neste processo, para que a informação interaja corretamente com a estrutura cognitiva do estudante;
5. Os conteúdos devem ser trabalhados em espiral, ou seja, trabalhados periodicamente com cada vez mais profundidade, para que os alunos modifiquem continuamente as representações mentais que vão construindo.

Para Bruner o desenvolvimento psicológico não é independente do meio social e cultural. Este defende que a educação tem uma função mediadora entre o aluno e o meio histórico-cultural no qual este se desenrola.
Bruner recolheu evidências da eficácia deste método de ensino indireto, sobretudo quando se destina a crianças e jovens sem dificuldades de aprender. O problema é que este método de ensino não se adequa a todas as crianças.
Segundo Bruner entender um conceito é como descobrir esse conceito. Ver aqui uma entrevista com Bruner.
De acordo com Mayer a aprendizagem por descoberta pura não funciona, "não funcionava nos anos 60, 70 ou 80 e não funciona hoje". Mayer argumenta que a seleção de informação relevante é uma fase crítica na qual o aluno pode falhar e a partir daí os conteúdos nunca irão ter nexo.
Segundo Mayer a aprendizagem pela descoberta mas guiada é o melhor método de promoção de aprendizagens em ambientes construtivistas. O desafio de ensinar por descoberta guiada é saber quanto e que tipo de orientação dar e disponibilizar e ainda saber qual ou quais os resultados desejados.
Mayer refere duas formas de aplicar o método de descoberta guiada:
1. Usar inicialmente métodos diretos para promover o processo cognitivo necessário para uma posterior aprendizagem por descoberta guiada.
2. Fornecer orientação e exploração de alternativas.

Palinscar e Brown’s (1984) mostraram que alguma orientação por parte do professor é necessária para manter o foco da discussão nas competências a adquirir. Alguns educadores construtivistas defendem técnicas de orientação do processo cognitivo dos alunos ao longo da aprendizagem para manter os alunos focados nos objetivos da aprendizagem. Na aprendizagem pela descoberta guiada ganham importância a orientação, a estrutura e os objetivos a atingir.
Uma das formas mais eficazes de guia e orientação, segundo Spencer e Jordan, são os guias de estudo que servem de orientação para os alunos, assegurando o seu envolvimento na gestão das aprendizagens.
Segundo os mesmos autores, um bom guia de estudo tem incluído os objetivos de aprendizagem, planificações e recursos de auto-avaliação, como forma de o aluno avaliar as suas competências.
O bom uso de um guia de estudo pressupõe uma melhor comunicação e orientação do aluno dispensando-se os contactos excessivos com o professor. Existem na Internet bons guias de estudo e muita informação para os alunos descobrirem num qualquer processo de aprendizagem por descoberta.

#### Resultados da investigação
Existe uma controvérsia em torno da eficiência deste método de ensino. Alguns acreditam e defendem que este método é eficaz.
Os investigadores Nelson e Frayer (1972) realizaram um estudo acerca da eficácia da aprendizagem pela descoberta em comparação com o método expositivo. Os autores concluíram que o método expositivo gerava aprendizagens semelhantes ou superiores ao método da descoberta, com menos esforço e tempo por parte dos alunos. Kuhn, Black, Keselman, e Kaplan (2000) reforçam este estudo ao afirmarem que este método leva a um desperdício de tempo adicional para que os alunos adquiram aprendizagens significativas.
Enquanto alguns investigadores como Lewis, Bishay, McArthur, and Chou (1993) alertam para a falta de dados objetivos que demonstrem os benefícios da aprendizagem pela descoberta.
Segundo autores como o White (1993) e à semelhanças de Mayer (2004) na aprendizagem pela descoberta existe uma clara necessidade de orientação.
Neste método os aprendentes têm que:
1. Encontrar e aplicar métodos que os ajudem a alcançar os objetivos da aprendizagem;
2. Desenvolver conhecimentos num determinado domínio;
3. Desenvolver competências que facilitem a aprendizagem em qualquer domínio do saber.

#### Vantagens da aprendizagem pela descoberta
Os cientistas que apoiam esta teoria acreditam que as vantagens em termos de aprendizagem são:
1. Estimula a participação ativa do aprendente, o que promove a motivação e a curiosidade
2. Promove a autonomia, responsabilidade e independência
3. Desenvolve a criatividade e competências de resolução de problemas
4. Facilita a aprendizagem por medida, pois cada aluno evolui/aprende segundo as suas capacidades.
5. Possibilita o desenvolvimento de aprendizagens significativas para a vida.

#### Desvantagens da aprendizagem pela descoberta
Críticos da aprendizagem pela descoberta avançam com desvantagens:
1. Perigo de criar sobrecarga cognitiva
2. Potencia a aquisição de conceitos errados por parte dos alunos
3. Possibilidade de os professores falharem na deteção de problemas e equívocos

#### Função de cada um dos envolvidos no processo de ensino pela descoberta

##### Função do Professor
É o mediador entre o conhecimento e a compreensão dos alunos, bem como facilitador da aprendizagem, fornecendo ferramentas aos aprendentes e servindo de orientador para resolver os erros.

##### Função do aluno
O aluno revê, modifica, enriquece e reconstrói o seu conhecimento. Reconstrói constantemente as suas próprias representações, enquanto utiliza e transfere o que aprendeu a outras situações.

#### Fases do processo de aprendizagem pela descoberta
Para Friedler, Nachmias, e Linn (1990) o processo tem as seguintes fases:
1. Definição de um problema
2. Definição de uma hipótese
3. Desenho e experimentação
4. Observação, recolha, análise e interpretação de dados
5. Aplicação de resultados
6. Elaboração de previsões com base nos resultados obtidos

De Jong e Njoo (1992) dividiram aprendizagem pela descoberta em:
1. Processos transformativos (análise, formulação de hipótese, teste e avaliação)
2. Processos regulativos (planificação, verificação, monitorização)

Veermans (2002, pp. 8–10) descreve processos como:
1. Orientação (construção das primeiras ideias acerca do assunto em causa. Envolve orientação para: leitura de informação relevante, exploração de um tema, identificação de variáveis e relato de conhecimentos prévios necessários à exploração do tema.
2. Formulação de hipótese (nesta fase os aprendentes, começam a formular hipóteses acerca de problemas e questões do tema a estudar)
3. Teste de hipótese (As hipóteses geradas durante o processo podem não estar corretas, e devem ser testadas pelo aluno. Nesta fase o aluno deve desenhar e executar experiências e interpretar resultados).
4. Conclusão (nesta fase o aluno deve rever as hipóteses à luz das evidências geradas pelo teste de hipóteses).
5. Regulação: Planificação, monitorização e avaliação:

O processo de regulação refere-se à gestão que o aluno faz do seu trabalho durante o processo de aprendizagem pela descoberta.
A planificação envolve a configuração de um objetivo e a definição do caminho para atingir esse objetivo.
A monitorização é o processo que mantém o aluno no caminho delineado.
A avaliação reflete os resultados.

#### Origem da aprendizagem pela descoberta
Em 1959 na conferência de Wodds Hole, em Massachusetts, vários cientistas e psicólogos juntaram-se para discutir como melhorar o ensino das ciências nas escolas.
A partir desta conferência, a que Jerome Bruner presidiu, foi redigido o documento O processo da educação.

#### O livro "O Processo de Educação"
Este livro foi escrito na sequência das célebres conferências de Woods Hole, sobre reforma curricular, realizadas em 1959, sob a coordenação de Bruner.
"O processo de educação", segundo Bruner apresenta uma teoria da aprendizagem, influenciada pela teoria cognitiva, mas ligada aos contextos culturais onde a aprendizagem ocorre.
A ideia central deste livro é de que se pode ensinar tudo aos alunos desde que se utilizem os procedimentos adequados aos estilos cognitivos e necessidades dos alunos. Desta forma as grandes linhas deste livro são os meios pelos quais se adquirem aprendizagens e se estruturam conhecimentos.
Bruner defendia a necessidade de os alunos compreenderem o próprio processo de descoberta científica, familiarizando-se com as metodologias das Ciências de modo a assimilarem os princípios e estruturas das diversas Ciências.
Um dos aspetos centrais da teoria da aprendizagem de Bruner é a importância concedida ao método da descoberta, com base na ideia de que o conhecimento da estrutura das disciplinas exige a utilização das metodologias das Ciências que suportam as várias disciplinas do currículo. Outro aspeto central é a aprendizagem em espiral.
Bruner critica o método expositivo de forma clara.

### Aprendizagem pela descoberta guiada em ambientes de simulação

#### O que é?
Um dos tipos mais relevantes de ambientes multimédia para aprendizagem das ciências é a simulação.
Segundo Jong (1991b) a simulação é um contexto instrutivo que pode ser caraterizado por quatro aspetos: modelos de simulação; objetivos de aprendizagem; processo de aprendizagem; e actividade do aprendente.
Um  modelo, segundo Berkum(1995), é uma representação de um sistema, criado com o objectivo de o testar de modo virtual. Os sistemas representados em modelos podem ser fisicos, artificais ou hipotéticos.
Existem diferentes formas ou modelos para representar um sistema. De acordo com alguns autores, os modelos podem ser classificados em qualitativos ou quantitativos.
Nos modelos quantitativos, as entidades são representadas por números e as relações entre entidades por relações matemáticas. Nos modelos qualitativos as relações entre entidades são representadas por proposições. Nestes últimos modelos existem dois tipos: baseados em qualidades e baseados em abstrações.
Segundo Palmer (1978), um mundo X é a representação (ou simulação) de um outro mundo Y, se pelo menos algumas das relações entre objectos do mundo X forem preservadas por relações com objectos correspondentes do mundo Y.
Palmer (1978) propõe algumas características para descrever uma representação da realidade num simulador:
1) O mundo que representa;
2) A representação que faz do mundo;
3) Que aspectos do mundo são representados;
4) Que aspectos da representação são modelados;
5) A correspondência entre os dois mundos.
Para Bechtel (1998) a função de representar é mostrar diferentes facetas da realidade simulada, de forma a colocar o estudante perante toda a realidade e desta forma prepará-lo para a interacção com o mundo real.

#### Para que servem os simuladores?
Quando os aprendentes estudam o comportamento de um fenómeno presente no mundo real, raramente usam o sistema real. Muitas vezes utilizam um simulador que descreve o sistema e se comporta de forma semelhante, mas que não é o sistema real.
O papel dos aprendentes é, neste tipo de ambientes, realizar experiências: mudar os valores das variáveis de entrada/input e observar os resultados de saída/output (Jong, 1992). Desta forma o estudante pode induzir as propriedades do modelo representado no simulador.
Os simuladores oferecem diversas ferramentas:Caixas de texto e imagens com fotografias para ilustrar e explicar o texto.
Nos ambientes de aprendizagem por computador mais antigos, eram disponibilizadas fotos e texto estáticos. Hoje em dia muitas representações adicionais estão disponíveis tais como: vídeo, áudio, animações bem como gráficos e tabelas dinâmicas.
Os simuladores da actualidade permitem novos desafios e oportunidades pois, hoje em dia, cada simulador já contém diferentes representações do mundo real que pretende simular. Possuem interfaces cada vez mais completos e complexos, que mostram uma realidade aproximada. Incluem não apenas diversas representações da realidade como também interfaces com ferramentas cognitivas que guiam o aluno no processo da descoberta.

#### Exemplos de simuladores
A.Um dos mais conhecidos, referidos por Jong (1992), é o SimQuest, simulador para o ensino da medicina. Exemplos de fenómenos que podem simulados no SimQuest:
A1. Pandemic Response Simulator – funciona como um jogo, e o ambiente de simulação começa meses antes, continua durante e depois de uma pandemia de gripe. Propõe-se ao aprendente que jogue este exercício, planeando e gerindo recursos de forma a responder à ameaça de pandemia. Este jogo foi pensado para ser jogado predominantemente por um jogador de cada vez mas pode também ser jogado em grupo, dando a possibilidade de debater ideias que podem ser valiosas para delinear estratégias e táticas de combate a uma pandemia;
A2. SurgSim Trainers – permite simular cirurgias. Kneebone (2009)  refere que este é um simulador que permite aos cirurgiões consolidar competências sem causar danos aos pacientes.
B.Outro exemplo de simuladores são os de voo.
C.Outro exemplo é o simulador de redes informáticas criado pela Academia Cisco, denominado de  Cisco Packet Tracer. Permite ao aluno configurar redes (routers, switches, computadores, access points) sem danificar material.

### Inquiry-based learning ou Aprendizagem por pesquisa

#### O que é e quando surgiu?
O método de Inquiry-based learning ou Aprendizagem por pesquisa (AP) assenta num dos princípios fundamentais do processo de ensino e aprendizagem: O aluno para aprender tem que compreender e sobretudo ter a possibilidade de indagar na busca de informação relevante. De acordo com a  educacional broadcasting corporation (ebc), desde que nascemos até à nossa morte, a apreensão da realidade, do que nos rodeia e sobretudo do que nos gera interesse é feito mediante o questionar, indagar e pesquisar. Assim o processo de questionar inicia-se com a junção de informação e dados através da aplicação dos sentidos.
Bebendo os princípios no método de  aprendizagem pela descoberta, tenta afastar-se de uma lógica de aprendizagem pela memorização, integrando-se numa perspectiva  construtivista, tal como foi desenvolvida por Bruner (1961).  No construtivismo, autores como Piaget, Suchman, Papert e Gardner assumem claramente que o conhecimento não é uma verdade absoluta mas implica a sua aquisição e organização, por parte do aprendente, processos onde os conhecimentos prévios e as experiências vividas por cada um influenciam o que se aprende e a forma como se aprende.
Trata-se assim de uma forma ativa de aprendizagem onde, tal como afirmam Bonwell e Eison (1991), a ênfase está mais associado à forma como os alunos desenvolvem habilidades analíticas e experimentais e não tanto no conhecimento que possuem à partida. 
De acordo com Colburn (2000) podemos definir quatro grandes tipos de AP, hierarquizados em função de diferentes graus de estruturação. Banchi e Bell (2008) designam-nas de  confirmation inquiry (ou pesquisa confirmatória), structured inquiry (pesquisa estruturada), guided inquiry (pesquisa guiada) e open inquiry (pesquisa aberta).
Falamos de pesquisa confirmatória quando os alunos confirmam um princípio através de uma atividade, conhecendo já o resultado à partida; de pesquisa estruturada quando o aluno pesquisa e investiga algo apresentado pelo professor segundo uma metodologia apontada também pelo professor; de pesquisa guiada quando o aluno investiga algo a pedido do professor segundo uma metodologia escolhida pelo próprio aluno; e de pesquisa aberta quando o aluno investiga algo por sua iniciativa e de acordo com os procedimentos que escolhe.
São também quatro as premissas base da AP:
- Os padrões e os significados não deverão ser enganadores;
- O conhecimento útil sobre um campo deverá encontrar-se estruturado;
- O conhecimento estruturado tem que ser aplicável, transferível e por conseguinte acessível e verdadeiro num grande leque de situações;
- O conhecimento estruturado deverá ser facilmente recuperado de modo a que uma nova informação num dado campo possa ser obtido sem muito esforço.

A AP focaliza-se em utilizar a aprendizagem de um conteúdo como forma de desenvolver o processamento da informação bem como promover competências associadas à  resolução de problemas. A aprendizagem torna-se assim mais centrada nos alunos, sendo o professor encarado como um facilitador da aprendizagem (Driver, 1989). De acordo com este autor, quanto maior o envolvimento do aluno no processo maior será a compreensão dos problemas em estudo. A utilização da AP possibilita um trabalho que envolve redes de aprendizagem.

#### Vantagens
De acordo com Secker & Lissitz (1999) e a youthleam.org (2008) a AP apresenta diversas vantagens, designadamente: promove um maior envolvimento dos alunos; propicia o trabalho colaborativo; é promotora de motivação, autonomia, responsabilidade, criatividade, espírito crítico e independência; é um método flexível que promove a interdisciplinaridade; é adequado a qualquer idade.
Secker & Lissitz (1999)) vão ainda mais longe ao afirmarem que os alunos que aprenderam com a AP muito frequentemente obtêm melhores resultados em testes clássicos. Outras vantagens são patentes neste método de ensino, designadamente as apontadas pela Inquiry Based Science no artigo: "What does it look like?" da  Magazine. 
Hacker (1999) e Kuthlan (1988) afirmaram que ao refletir durante o processo da aprendizagem por pesquisa, os alunos têm a oportunidade de aprender a aprender e de alcançar o metaconhecimento. Na realidade os mesmos autores enfatizam o facto da AP promover competências que perduraram ao longo da vida dos estudantes, permitir lidar com problemas que podem não ter uma resposta simples, lidar com mudanças e desafios constantes, modelar a sua pesquisa na busca de soluções.

#### O professor
São várias as visões do papel do professor. Autores como Igelsrud & Lenonard (1988) consideram que a melhor forma de envolvimento assentará num método estruturado de AP, enquanto outros advogam que o ideal é proporcionar aos alunos menores instruções/estruturas, como é o caso de Tinnesand & Chan (1987).
Fica contudo claro que o papel do professor é conduzir ao lado ou  co-conduzir, não se tratando de o professor deixar os alunos à deriva na sua aprendizagem.
Existem diversos modelos de AP, onde destacamos: o  BIG6, o  Research Cycle e o  SAUCE. Embora diferentes é possível constatar uma certa uniformidade de momentos a serem seguidos, designadamente:
- Planeamento: Envolve a exploração e identificação de uma área ou tópico assim como o desenvolvimento de um plano para desenvolver a pesquisa;
- Pesquisa: Engloba a recolha de dados e o seu planeamento e o desenvolvimento de estratégias que possibilitem aos estudantes a utilização da aprendizagem por pesquisa de forma efetiva.
- Processamento: Nesta fase ocorre a interpretação dos dados e informação recolhida. Os alunos determinam se novas situações problema implicam novas pesquisas.
- Criação: Implica o momento de criação e revisão do produto final que será apresentado à audiência.
- Partilha: O novo conhecimento é partilhado.
- Avaliação: Nesta fase realiza-se uma avaliação do processo de pesquisa utilizando os critérios definidos nas fases iniciais, promovendo-se um feedback que proporcionará melhoria no processo em momentos futuros.
- Reflexão: Ocorre durante todo o processo. A reflexão ocorre nomeadamente quando os estudantes compreendem que o caminho seguido poderá estar errado, recomeçando o processo ou mesmo quando avançam e aprofundam a aprendizagem.

### Case study-based learning ou Aprendizagem baseada no Estudo de Caso

#### O que é o método de Estudo de Caso?
O Estudo de Caso é um método de ensino indireto muito útil para aprender um determinado assunto através da análise de problemas. Por este motivo tem sido utilizado em diversas áreas do saber, tais como, a medicina, o direito e a administração empresarial.
O método de estudo de caso apoia-se em várias teorias da aprendizagem humana, pois, segundo Collins (1988), incorpora "a noção de aprendizagem de conhecimentos e habilidades em contextos que refletem a maneira como eles são usados na vida real" (p. 2). Entre essas teorias referimos a da flexibilidade cognitiva, de Spiro (1995) que, segundo este autor, é a "capacidade de reestruturar o conhecimento de várias maneiras, em resposta adaptativa para mudar radicalmente as exigências da situação" e a do construtivismo social, dando importância à cultura e à forma como é realizada a construção do conhecimento.
O problema apresentado deve fazer parte do contexto real dos alunos ou do assunto que se está a estudar. Para que este método tenha sucesso é importante que o "caso" esteja bem elaborado, apresentando pontos relevantes para que os alunos possam refletir e preparar uma estratégia para a resolução do problema.
Na perspetiva de  Shulman (1992), "um caso tem uma narrativa, uma história, um conjunto de eventos que se desdobram ao longo do tempo num determinado lugar" (p. 21)
Os alunos são o ponto central deste método, pois são eles que de uma forma indutiva vão à descoberta de materiais/soluções para a resolução dos problemas que lhes são propostos.
O Estudo de Caso é um método que permite motivar os alunos através da pesquisa/investigação e do debate de ideias.
Neste método de ensino, o professor também tem um papel ativo, pois, além da escolha e/ou construção do "caso" ou "casos" a serem analisados pelos estudantes, vai "dando pistas" ao longo da aprendizagem realizada pelos alunos.
Os pontos que vão ser avaliados têm de ser explicados antes do início do processo, para que não haja dúvidas.
É fundamental introduzir o Estudo de Caso antes da discussão de um determinado tema, para que haja uma maior diversidade de ideias e para que os alunos vão sendo orientados no caminho a seguir.
Christensen (1987) e Wetley (1989) argumentaram que a chave para o sucesso do método de aprendizagem baseado no estudo de caso(s) é a discussão. A discussão tem de ser integrada no processo de aprendizagem dos alunos. O seu envolvimento na discussão proporciona-lhes uma melhor análise do problema, fazendo com que estes possam avaliar potenciais soluções na resolução do problema.
Este processo é como uma "escada", na qual os alunos vão subindo degrau a degrau na sua reflexão individual e em grupo.

#### Porque motivos são usados os estudos de caso no ensino?
Esta questão é importante, pois existem vários motivos para se usar este método:
1. Facilitar o processo de aprendizagem dos alunos, tornando-os mais ativos;
2. Permitir que os alunos consigam interligar a teoria e a prática;
3. Incentivar a reflexão;
4. Desenvolver as capacidades de questionamento, entre outros.

#### Papel do professor
1. Apresentar o problema (em forma de caso):
2. Envolver os alunos
3. Fornecer orientação e feedback
4. Criar ambientes de aprendizagem colaborativa

#### Papel do aluno
1. Ser capaz de se auto motivar
2. Preparar e apresentar soluções para o problema apresentado
3. Rever a literatura pertinente para o caso
4. Ver os pontos fulcrais do estudo de caso
5. Justificar os seus pontos de vistas de forma adequada e coerente
6. Exercer controlo sobre a própria aprendizagem

#### Formas de apresentação de estudo de caso em sala de aula
A.Oral
B.Escrita
C.Histórias pessoais/Narrativas
D.Notícia de um jornal/revista
E.Apresentação de uma imagem/fotografia
F.Apresentação de um filme/documentário

#### Vários tipos de Avaliação possíveis
1. Questionário (perguntas fechadas)
2. Questionário (perguntas abertas)
3. Entrevistas e debates

#### A utilização de estudos de caso para Desenvolver Competências-Chave incluem
A.Grupo de trabalho
B.Habilidades de estudo individuais
C.Habilidades práticas
D.Técnicas de apresentação
Hoag et al (2001) concluiu que a aprendizagem baseada no método de estudo de caso melhora a capacidade de resolver problemas.
Zbylut (2007), usando um curso de liderança para 182 cadetes na Academia Militar dos Estados Unidos, verificou que a qualidade das respostas e o diagnóstico de problemas de liderança foram muito melhores com o uso do método de estudo de caso e da discussão.
Como em todos os métodos existem vantagens e limitações.

#### Vantagens
Segundo Williams (2004) este processo permite aos alunos:
- Aplicar o conhecimento teórico para contextos (escolares) reais;
- Avaliar criticamente situações complexas;
- Desenvolver o autoconhecimento e reconhecer as suas próprias suposições;
- Esclarecer as crenças pessoais sobre o ensino;
- Comparar e avaliar as práticas e as reflexões pessoais com a dos seus pares.

Na sua pesquisa, Flynn e Klein (2001), relataram que mesmo os alunos que professavam não gostar de trabalhos em grupo, estavam mais satisfeitos com a sua experiência de aprendizagem do que aqueles que trabalhavam sozinhos.

#### Limitações
As limitações deste método podem ser várias, mas as principais estão associadas a:
1. dificuldade do professor não conseguir motivar e encorajar os alunos para a resolução do problema proposto;
2. os alunos terem dificuldade em transferir os conhecimentos adquiridos para outras situações similares.

Também é necessário referir que criar um estudo de caso não é uma tarefa fácil, pois é preciso ter em conta vários aspetos, tais como, a importância do problema para os alunos, ter consciência de que se trata de um problema credível, etc. A avaliação pode também ser uma limitação neste método, pois os alunos podem sentir-se intimidados pelos processos de avaliação utilizados pelo professor. Se o trabalho for em grupo, poderá não haver concordância entre todos os intervenientes.
Este método é usado na  Universidade de Harvard já hà muitos anos. 

### Problem Based Learning ou Aprendizagem baseada em problemas

#### Como surgiu?
A PBL é um método caracterizado pelo uso de problemas do mundo real para encorajar os alunos a desenvolverem o pensamento crítico e habilidades de solução de problemas e a adquirirem conhecimento sobre os conceitos essenciais da área em questão.
Bruner foi o principal proponente da proposta educacional denominada Learning by Discovery (Aprendizagem pela Descoberta) que consiste no confronto dos estudantes com problemas e na procura de soluções através da discussão em grupo.
Teve origem formal em 1969, como proposta metodológica feita por Barrows, na McMaster University, Canadá, para o estudo da medicina. A sua divulgação por outras Faculdades de Medicina foi no início lenta, mas depois propagou-se a outras. No entanto, não foi apenas na área da Medicina que o método foi adotado. É possível encontrar exemplos de implementação da PBL em todo o sistema educacional.

#### O que é?
A PBL consegue incorporar e integrar conceitos de varias teorias educacionais e operacionalizá-los na forma de um conjunto consistente de atividades: identificação, investigação e a solução de problemas, feito em trabalho em equipa, de acordo com o autor Gijselaers (1996)
Para o autor Barrows (2001) este tipo de aprendizagem deve ser direcionado para um problema, onde não existe uma única resolução, promovendo a integração dos conceitos e habilidades necessários para sua solução.
As diferentes utilizações do PBL têm em comum um processo que pode ser resumido no seguinte conjunto de atividades:
- Apresenta-se um problema aos alunos que, em grupos, organizam as suas ideias e tentam defini-lo e solucioná-lo com o conhecimento que já possuem;
- Em grupo, os alunos levantam e anotam questões de aprendizagem sobre aspetos do problema que não compreendem;
- Os alunos priorizam as questões de aprendizagem levantadas e planeiam quando, como, onde e por quem estas questões serão investigadas para serem posteriormente partilhadas com o grupo;
- Quando os alunos se reencontram, exploram as questões de aprendizagem anteriores, integrando os novos conhecimentos no contexto do problema;
- Depois de terminado o trabalho com o problema, os alunos avaliam o processo, seu e do grupo, de modo a desenvolverem habilidades de auto-avaliação e avaliação construtiva de colegas, imprescindíveis para uma aprendizagem autónoma eficaz.

A aprendizagem baseada em problemas é, essencialmente, um método de instrução caraterizado pelo uso de problemas da vida real para estimular o desenvolvimento do pensamento crítico e habilidades de solução de problemas e a aprendizagem de conceitos fundamentais.

#### Fundamentos da ABP
Segundo Penaforte (2001) este método tem sido criticado por não ter uma base científica. Isto acontece porque nenhuma fundamentação teórica específica foi explicitada pelos criadores do método.
Para Schmidt a Aprendizagem Baseada em Problemas, promove a motivação intrínseca e atua como uma força interna que leva as pessoas a querer conhecer o mundo que as rodeia. A utilização de problemas como ponto de partida para a aprendizagem ressalta na importância do aprender em interação com o que ocorre na vida real.
Segundo Ribeiro (2008) a maioria dos autores encontra fundamentação para a ABP na premissa de que a aprendizagem não é um processo de receção, mas de construção de novos conhecimentos.
Norman & Schmidt (1992) defendem que este método ajuda a desenvolver a capacidade dos alunos terem acesso aos conhecimentos que se encontram armazenados na memória.
Para os autores acima referidos, a ABP estimula a motivação epistémica dos alunos, através da discussão na sala de aula dos problemas, o que leva a um aumento do tempo dedicado ao estudo, processamento da informação e à melhoria do desempenho escolar.
O fato de neste método se poder trabalhar em pequenos grupos é vantajoso, na medida em que ajuda os alunos a exporem as suas dúvidas e a visualizarem diferentes pontos de vista, levando-os a questionarem a sua compreensão inicial do problema. Para o autor Gijselaers (1996) quando se trabalha em pequenos grupos os alunos evocam os seus métodos de solução de problemas e expressam as suas ideias, partilhando-as com os membros do grupo, o que faz com que o problema seja observado de diferentes formas.

#### Objetivos da ABP
A Aprendizagem Baseada em Problemas não é apenas um conjunto de técnicas para a solução de problemas.
Para o autor Barrows (1996) os objetivos principais deste método são as aprendizagens com base em conhecimentos integrados e estruturados à volta de problemas reais, o que consiste no desenvolvimento de habilidades de aprendizagem autónoma e de trabalho em equipa.
Para os autores HadGraft & Holecek (1995) os objetivos educacionais da ABP são:
- Aprendizagem ativa, através de perguntas e respostas;
- Aprendizagem integrada, através da colocação de problemas, cuja solução envolve o conhecimento de várias áreas;
- Aprendizagem cumulativa, através da colocação de problemas que, gradualmente aumentam a complexidade;
- Aprendizagem para a compreensão, através da reflexão, feedback e oportunidade para aplicar o que foi aprendido.

#### ABP no currículo
Um currículo baseado na ABP é composto por:
1. Módulos, onde acontecem os encontros dos grupos tutoriais, durante o semestre de maneira sequencial, porém com conteúdos independentes;
2. Atividade prática de integração com o público que irá atuar na sua formação desde a sua entrada na instituição;
3. Desenvolvimento de habilidades e atitudes através de laboratórios especializados;
4. Atividade de integração visando proporcionar a sociabilização do estudante, propondo temas para discussões, orientações sobre conduta, ética e outros.

#### Vantagens do Método
Para os docentes, este método traz algumas vantagens, embora exija dedicação e esforço.
Para os alunos traz a vantagem de que possam eles próprios ser participantes ativos no seu processo de aprendizagem.
A ABP tem a capacidade de tornar a aprendizagem mais dinâmica e prazerosa, o que contribui para que os alunos ganhem vontade de estudar e disposição para a aprendizagem de forma autónoma.
ABP confere aos alunos uma maior motivação para o trabalho para o qual estão sendo preparados. Também fomenta um ambiente de convivência entre os membros do grupo. Estimula o estabelecimento de parcerias entre os alunos e entre estes e os docentes e o desenvolvimento de habilidades comunicativas e sociais. Através do trabalho em grupo, os alunos, aprendem a ouvir e a respeitar as opiniões dos outros e a construir consensos.
Há um desenvolvimento da responsabilidade dos alunos com relação ao cumprimento de planos e prazos, ou seja, da capacidade de estudo e trabalho auto-regulado.
A aprendizagem Baseada em Problemas fornece oportunidades para:
examinar e experimentar o que o aluno já sabe;
- ver o que o aluno precisa de saber;
- desenvolver as habilidades para alcançar níveis de desempenho;
- melhorar habilidades de comunicação, argumentação e solução de problemas;
- desenvolver o pensamento crítico e criativo;
- criar bons solucionadores de problemas;
- encorajar o debate de diferentes pontos de vista ;

#### Desvantagens
A ABP não é uma metodologia que resolve todos os problemas encontrados na educação, nem contempla todos os estilos de aprendizagem.
Alunos individualistas, competitivos e introvertidos podem não se adaptar à natureza participativa e colaborativa da aprendizagem que pressupõe esta metodologia.
A mudança para uma forma de aprendizagem ativa pode causar ressentimento em alunos escolarizados em ambientes educacionais tradicionais e provocar algumas resistências.
O aluno tem que dispor de tempo e dedicação ao estudo.
O professor pode sentir como desvantagem o fato de ser difícil planear com antecedência, uma vez que, como é um método centrado nos alunos, cabe-lhes, em parte, escolher o caminho que irão tomar na solução dos problemas propostos.
A ABP também pode causar algum desconforto nos professores, visto que testa a sua flexibilidade e os seus conhecimentos, dado que podem surgir aos alunos muitas dúvidas às quais o professor tem que ser capaz de responder.
O fato de ser difícil avaliar individualmente o aluno, pode constituir também uma desvantagem.

#### Metodologia
A metodologia da ABP apoia-se na constituição de pequenos grupos e de um professor/tutor.
O grupo tem encontros onde um problema é colocado em discussão, mediado pelo professor, que orienta os alunos a pensar de forma racional e lógica.
A avaliação ocorre no final de cada módulo, com base nos objetivos e conhecimentos específicos definidos no projeto.
Schmidt (2002) define a ordem para a estruturação do projeto:
1. Clarificar os termos e conceitos não compreendidos na leitura do problema;
2. Definir o problema;
3. Analisar o problema;
4. Desenhar um inventário das explicações inferidas a partir do item anterior;
5. Formular objetivos de aprendizagem;
6. Recolher informações adicionais fora do grupo;
7. Sintetizar e testar as informações recém-adquiridas.

#### Principais aspetos da ABP
- Aprendizagem significativa: estrutura-se através de um movimento de continuidade, em que o aluno é capaz de relacionar os conteúdos apreendidos e movimento de rutura, através de novos conhecimentos, desafios e que devem ser trabalhados pela análise crítica.
- Indissociabilidade entre teoria e prática: estabelece-se a partir de situações-problema que são elaboradas a partir de situações reais, permitindo ao aluno desenvolver habilidades educacionais que poderão ser empregues na resolução dos problemas.
- Respeito da autonomia do estudante: cabe ao aluno estruturar o seu tempo, dando-lhe a responsabilidade de gerir a sua formação.
- Trabalho em pequeno grupo: é importante para o desenvolvimento do trabalho em equipa. Orienta-se da seguinte forma:
  - Leitura do problema;
  - Identificação dos problemas propostos;
  - Levantamento das hipóteses explicativas para os problemas que surgiram com base em conhecimentos já obtidos;
  - Resumo das hipóteses;
  - Definição dos objetivos de estudo necessários à resolução do problema;
- Educação permanente: torna-se mais produtivo para o  aluno aprender a resolver os problemas que poderão encontrar na sua futura prática profissional;
- Avaliação formativa: apreciação final de todos os aspetos que ocorreram durante o processo:
  - Auto avaliação;
  - Avaliação dos membros do grupo;
  - Avaliação do estudante pelo professor;
  - Auto avaliação do professor;